# SIRIUS (バンド)
SIRIUS(シリウス)は、千葉県船橋市出身の日本のロックバンドグループ。1998年結成、2006年全国CDデビュー。

## 来歴
- 1998年6月11日、LINDBERGのコピーバンドとして、リーダーSATOSHIを中心に結成。
- 1998年10月16日、千葉県市川市のライブハウス、「The 3rd Stage」にて、結成後初のライブを行う。
- 2001年6月22日、「The 3rd Stage」にて、初のワンマンライブを行う。
- 2001年10月6日、静岡県掛川市の、ヤマハリゾートつま恋にて行われたLINDBERGのファンクラブイベント「Resortしましょ!in つま恋」に於いて、スペシャルライブのオープニングアクトとしてライブを行う。
- 2006年6月15日、全国CDデビュー。インディーズとしての全国流通のため、メジャーではない。
- 全国CDデビュー後、2006年には173本、2007年には155本のライブを敢行。

## メンバー
- 梨沙 ヴォーカル
  - 誕生日：1月24日、みずがめ座
  - 出身：千葉県船橋市
  - 血液型：O型
  - 好きな色はピンク。
- SATOSHI ベースギター
  - 誕生日：6月11日、双子座
  - 出身：東京都江戸川区
  - 血液型：O型
  - 好きなものはアボカド、ジャガイモ、昆虫、F1。
- 須山 和之 ギター
  - 誕生日：6月10日、双子座
  - 出身：埼玉県熊谷市
  - 血液型：A型
  - 愛称は「かっちゃん」。
  - 2008年3月29日よりSIRIUSのサポートとしてギターを担当していたが、2009年1月1日付で正式メンバーとなる。

## ディスコグラフィ
- デモテープ「Sparkle」（1999年7月3日発売）

1. 恋の始まり〜Love Love Power〜
2. 傷痕
3. Blue Sky
4. 夕暮れ

- ミニアルバム「SIRIUS」（2001年1月1日発売）

1. 恋の始まり〜Love Love Power〜
2. COLORS
3. 傷痕
4. 夕暮れ
5. Blue Sky

- アルバム「ツキノキセキ」（2001年6月22日発売）

1. 恋の始まり〜Love Love Power〜
2. スタート
3. 『ありがとう。』
4. 夕暮れ
5. Happy Wave
6. 傷痕
7. Prominence(Instrumental)
8. COLORS
9. 夜空に光る星〜Sparkie of SIRIUS〜
10. ツキノキセキ
11. Blue Sky

- シングル「オラニエ」（2004年10月10日発売）

1. オラニエ
2. 届かぬ想い

- シングル「恋の始まり〜Love Love Power〜」（2005年11月22日発売）

1. 恋の始まり〜Sparkie of SIRIUS〜
2. オラニエ
3. ツキノキセキ

- シングル「オラニエ」（2006年6月15日発売）

1. オラニエ（関西テレビ「モモコのOH!ソレ!み〜よ!」エンディングテーマ、福島放送夏の高校野球福島大会の番組テーマ曲、コミュニティFMネット番組「才能ブレイクRadio〜STAR DREAMER〜」のオープニングテーマ）
2. Blue Sky
3. オムレツ雲

- 2ndシングル「星花火」（2006年10月25日発売）

1. 星花火（チバテレビほか「朝まるJUST」エンディングテーマ、チバテレビ「MUSIC 03」エンディングテーマ）
2. ちいさな勇気
3. ツキノキセキ
4. 星花火（ボーナストラック）

- 3rdシングル「Bye Bye my dear...」（2007年9月19日発売）

1. Bye Bye my dear...
2. 青い記憶
3. 3daysヤキモチ
4. Let's!

- ミニアルバム「Happy Note」（2009年4月22日発売）

1. 恋の始まり 〜Love Love Power〜
2. ユメノート（チバテレビほか「朝まるJUST」エンディングテーマ、三重テレビ「とってもワクドキ!」エンディングテーマ）
3. Keep on Singing
4. ボクのヒーロー
5. 夏色のヒカリ
6. あした晴レルヤ!

- 4thシングル「そろそろいいんじゃない?」（2009年8月26日発売）

1. そろそろいいんじゃない?
2. レインボウ
3. COLORS〜2009ver〜

- 2ndミニアルバム「SMILOOP」（2011年9月14日発売）

1. Smile and Smile
2. チヨコレイト
3. 傷痕
4. November
5. 白い花
6. マイワールド